# Обер-Прауске
О́бер-Пра́уске или Го́рне-Бру́сы (нем. Ober Prauske; в.-луж. Hornje Brusyо файле) — деревня в Верхней Лужице, Германия. Входит в состав коммуны Хоэндубрау района Гёрлиц в земле Саксония. Подчиняется административному округу Дрезден.

## География
Находится при автомобильной дороге S 55 примерно в пяти километрах севернее от федеральной дороги 4.
Соседние населённые пункты: на востоке — деревня Радшов, на юге — деревня Гбельск, на юго-западе — деревня Зуборница и на северо-западе — деревня Вукранчицы.

## История
Впервые упоминается в 1419 году под наименованием Prawsig circa Gebelczik.
С 1995 года входит в состав современной коммуны Хоэндубрау.
В настоящее время деревня входит в состав культурно-территориальной автономии «Лужицкая поселенческая область», на территории которой действуют законодательные акты земель Саксонии и Бранденбурга, содействующие сохранению лужицких языков и культуры лужичан.
Исторические немецкие наименования
- Prawsig circa Gebelczik, 1419
- Brausk, 1545
- Praußcke, 1658
- Braußke, 1791
- Prauske, 1845

## Население
Официальным языком в населённом пункте, помимо немецкого, является также верхнелужицкий язык.
Согласно статистическому сочинению «Dodawki k statisticy a etnografiji łužickich Serbow» Арношта Муки в 1884 году в деревне проживало 298 человек (из них — 201 серболужичанин (67 %)).
Лужицкий демограф Арношт Черник в своём сочинении «Die Entwicklung der sorbischen Bevölkerung» указывает, что в 1956 году при общей численности в 266 человек серболужицкое население деревни составляло 10,9 % (из них верхнелужицким языком активно владело 17 человек, 7 — пассивно и 5 несовершеннолетних владели языком).
| 1825 | 1871 | 1885 | 1905 | 1925 | 1939 | 1946 | 1950 | 1964 | 2011 |
| ---- | ---- | ---- | ---- | ---- | ---- | ---- | ---- | ---- | ---- |
| 102  | 352  | 297  | 258  | 266  | 282  | 349  | 307  | 256  | 213  |